# پائول فرهوفن
پائول فرهوفن (آلمانی: Paul Verhoeven؛ ‏ ۲۳ ژوئن ۱۹۰۱ – ۲۲ مارس ۱۹۷۵) یک کارگردان فیلم، فیلم‌نامه‌نویس و هنرپیشه اهل آلمان بود.
از فیلم‌ها یا برنامه‌های تلویزیونی که وی در آن نقش داشته‌است، می‌توان به هملت اشاره کرد.